# Metropolregion Porto Alegre

Karte der Metropolregion

Die Metropolregion Porto Alegre, portugiesisch Região Metropolitana de Porto Alegre (RMPA) oder Grande Porto Alegre, ist die Metropolregion um die Stadt Porto Alegre, Hauptstadt des Bundesstaates Rio Grande do Sul, der sich im Süden Brasiliens befindet. Die Stadt Porto Alegre hat eine Einwohnerzahl von insgesamt 1,4 Millionen, die gesamte Metropolregion zählt 4,3 Millionen Einwohner. Der Großraum Porto Alegre umfasst insgesamt 34 Gemeinden.

## Liste der Gemeinden der Metropolregion
- Alvorada
- Araricá
- Arroio dos Ratos
- Cachoeirinha
- Campo Bom
- Canoas
- Capela de Santana
- Charqueadas
- Dois Irmãos
- Eldorado do Sul
- Esteio
- Estância Velha
- Glorinha
- Gravataí
- Guaíba
- Igrejinha
- Ivoti
- Montenegro
- Nova Hartz
- Nova Santa Rita
- Novo Hamburgo
- Parobé
- Porto Alegre
- Portão
- Rolante
- Santo Antônio da Patrulha
- Sapiranga
- Sapucaia do Sul
- São Jerônimo
- São Leopoldo
- São Sebastião do Caí
- Taquara
- Triunfo
- Viamão